# جنيب الرحم
جنيب الرحم أو مُجَاوِرَاتُ الرَّحِم (بالإنجليزية: Parametrium)‏ هو النسيج الليفي الذي يفصل الجزء فوق المهبلي لعنق الرحم عن المثانة. يقع جنيب الرحم أمام عنق الرحم ويمتد طرفياً بين طبقات الرباط العريض للرحم. ويتواجد كُلاً من رباط المبيض و الشريان الرحمي داخل جُنيب الرحم.

## روابط خارجية
- صور تشريحية:43:03-0201 في مركز داونستيت الطبي التابع لجامعة نيويورك - "The Female Pelvis: The Broad Ligament"
- تشريح دارتموث figures/chapter_35/35-8.HTM